# Автозаводский район (Набережные Челны)
Автозаводский райо́н (тат. Автозавод районы) — единица территориального деления Набережных Челнов.
Район расположен в северо-восточной части города и граничит с Центральным районом на юге и (через зону отчуждения) с промзоной КАМАЗа на востоке. Вместе с Центральным районом в обиходе именуется Новым городом. Был образован после сооружения в нём с 1970-х годов больших жилых кварталов для работников КАМАЗа, а позже воссоздан 1 января 2006 года путём объединения территории префектур «Автозаводская» и «Боровецкая». Является самым плотнонаселённым, большим по численности населения и средним по территории районом города. Особенностью района является его улично-дорожная сеть, состоящая в основном из проспектов, расположенных преимущественно ортогонально.

## Население
Население района составляет 189 000 человек. Из них:
- ветераны боевых действий — 1293 чел.,
- взрослые инвалиды — 470 чел.,
- дети-инвалиды — 415 чел.,
- многодетные семьи — 393 чел.,
- ударники строительства КамАЗа — 304 чел.,
- ветераны ВОВ — 284 чел.,
- чернобыльцы — 69 чел.,
- почётные граждане — 22 чел.

## Жилищная сфера

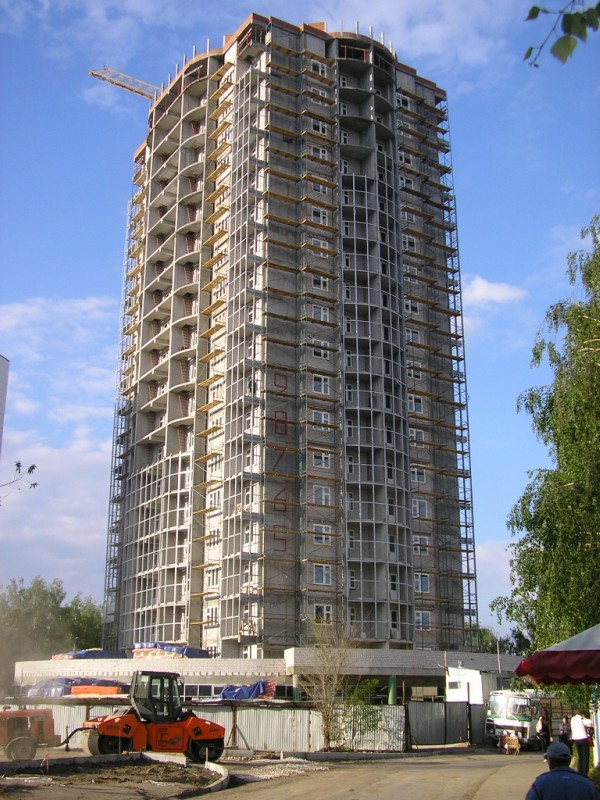
Строительство 19-этажного жилого дома в 30-м комплексе

На территории Автозаводского района расположено 24 комплекса (20, 21, 22, 23, 24, 25, 25А, 26, 27, 28, 29, 30, 46, 47, 48, 49, 50, 51, 52, 52А, 53, 54, 61 и 65), частный сектор — 9 мкр: микрорайон Боровецкое (50 А мкр), 64, 66, 67, 67 А, 68, 68А, 70А, 71 микрорайоны.
Жилой фонд состоит из 357 домов, обслуживаемых 15 управляющими компаниями.

## Промышленность и торговые объекты

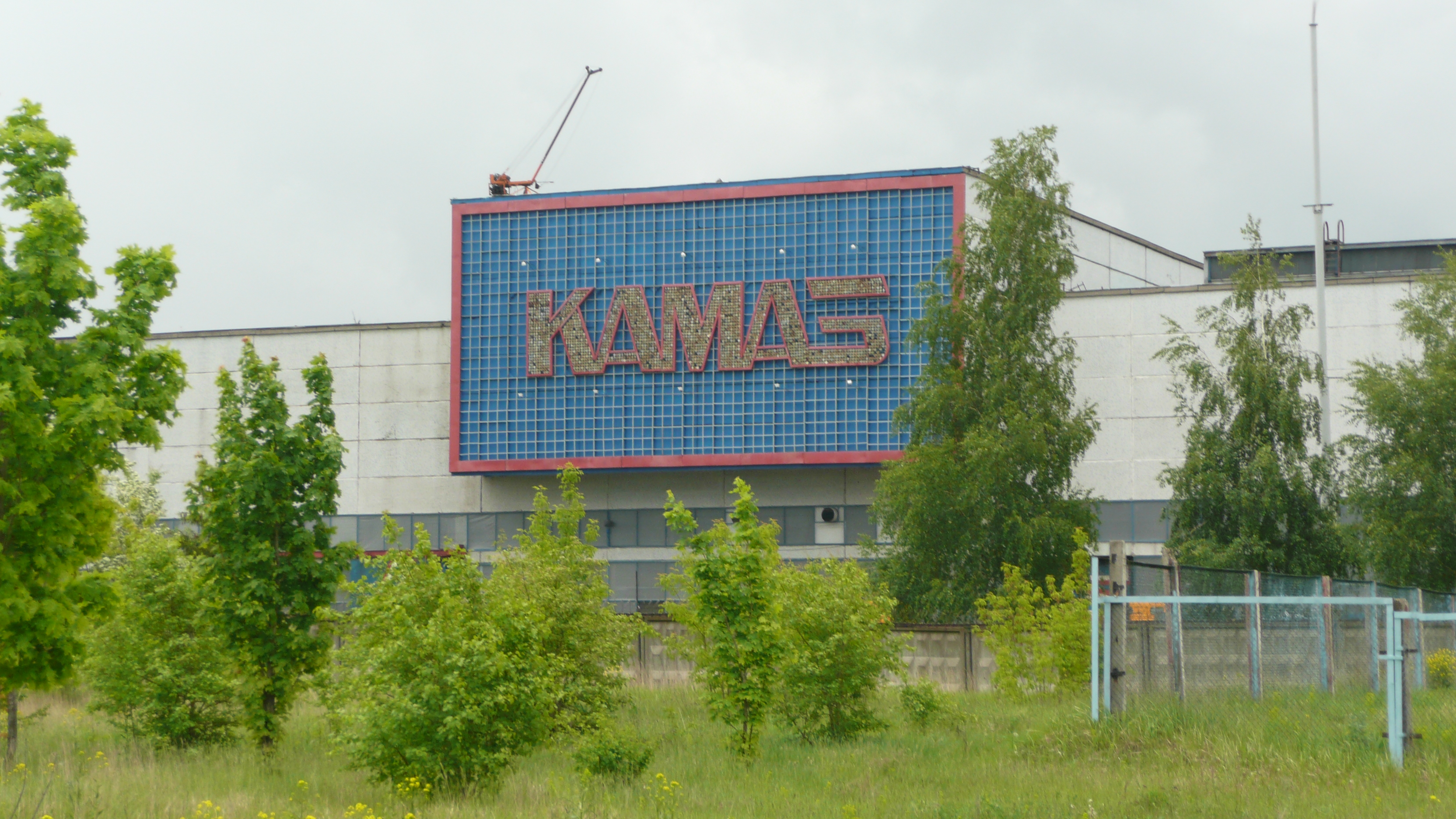
Производственный корпус КАМАЗа

На территории Автозаводского района расположена крупнейшая автомобильная корпорация России — ОАО «КАМАЗ», также Набережночелнинская ТЭЦ и предприятие ОАО «Татэлектромаш», очистные сооружения ЗАО «Челныводоканал». Кроме этого имеются 3 рынка и 376 предприятий торговли.

## Социальные и иные значимые объекты
На территории Автозаводского района расположены 5 почтовых отделений; 35 аптек, 7 учреждений здравоохранения, 1 реабилитационный центр для детей-инвалидов, 24 общеобразовательных учреждения, 41 дошкольное образовательное учреждение, 10 учреждений дополнительного образования, 5 учреждений среднего профессионального образования, 4 высших учебных заведения, 2 молодёжных центра, 8 подростково-молодёжных клубов, 4 библиотеки, 9 учреждений спорта, органный зал, парк культуры и отдыха «Победа».

## Религиозные объекты
- Мечеть «Нур-ихлас»

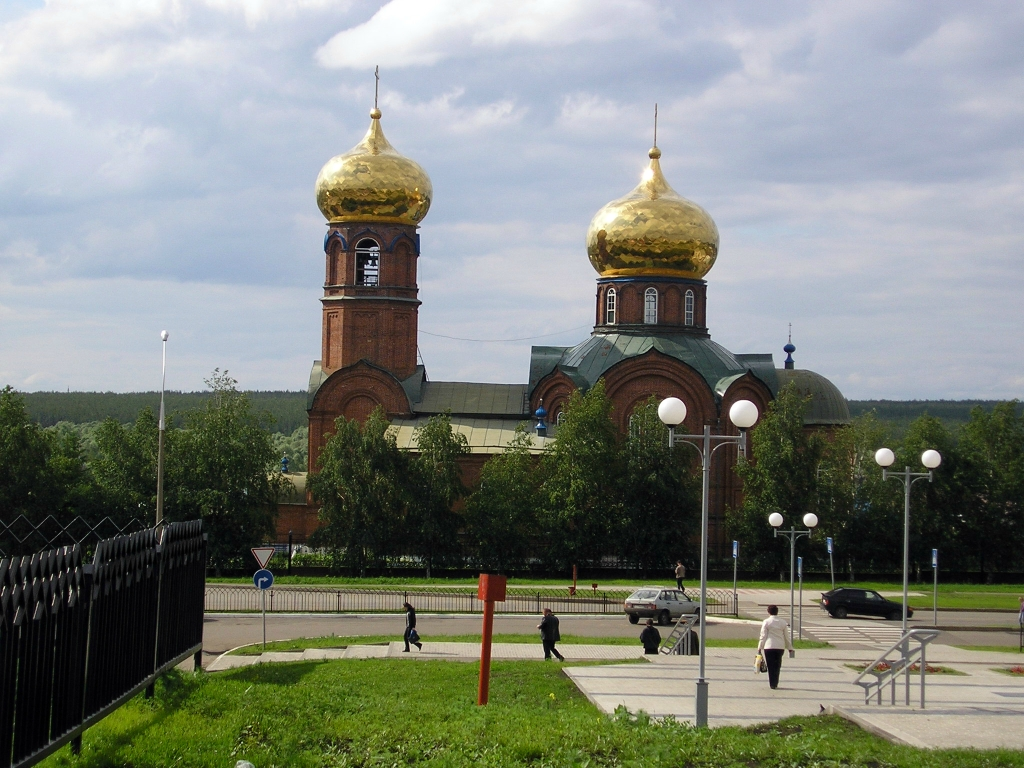
Свято-Вознесенский собор

Крупнейшее в городе мусульманское религиозное сооружение, построено в 1990-х гг., расположено в 48-м комплексе, на проспекте Чулман.
- Мечеть «Чишмэ»

Одна из новых мечетей в Набережных челнах, вместимостью около 70 человек, открыта 7 февраля 2007 года, расположена в районе Боровецких коттеджей (66-й микрорайон). Строительство мечети велось с августа 2003 года, на благотворительные пожертвования.
- Свято-Вознесенский собор

Является старейшим сооружением в Набережных Челнах, начал строиться в 1872 году на средства представителя знаменитой елабужской купеческой династии Дмитрия Ивановича Стахеева. В XX веке долгие десятилетия собор находился в запустении, и лишь в первой половине 1990-х гг., после реконструкции, вновь приобрёл статус действующего храма.
- Храм Рождества Христова

Строящийся на Автозаводском проспекте православный пятикупольный храм из белого камня. Возводится на месте прежнего храма, сгоревшего от удара молнии в июне 2010 года.
По завершении строительства Храм Рождества Христова станет одним из самых высоких сооружений в городе — его высота составит 78,5 метров. Ориентировочная стоимость строительства храма составляет 1 млрд. 300 тыс. рублей.

## Администрация района
Администрация Автозаводского района Исполнительного комитета является обособленным структурным подразделением Исполнительного комитета города Набережные Челны, осуществляет управленческие функции на территории Автозаводского района города Набережные Челны.

## Галерея

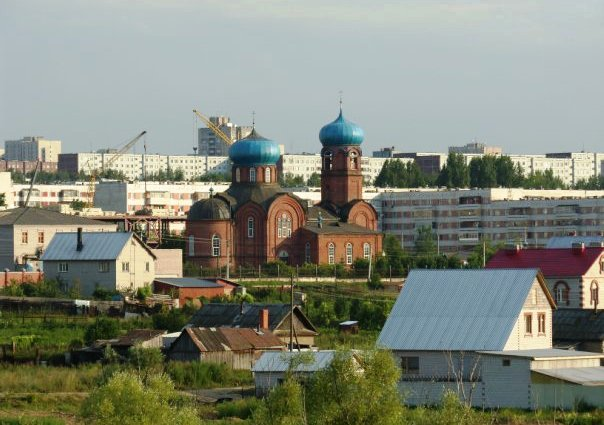
Вид на Автозаводский район и Свято-Вознесенский собор со стороны села Боровецкое
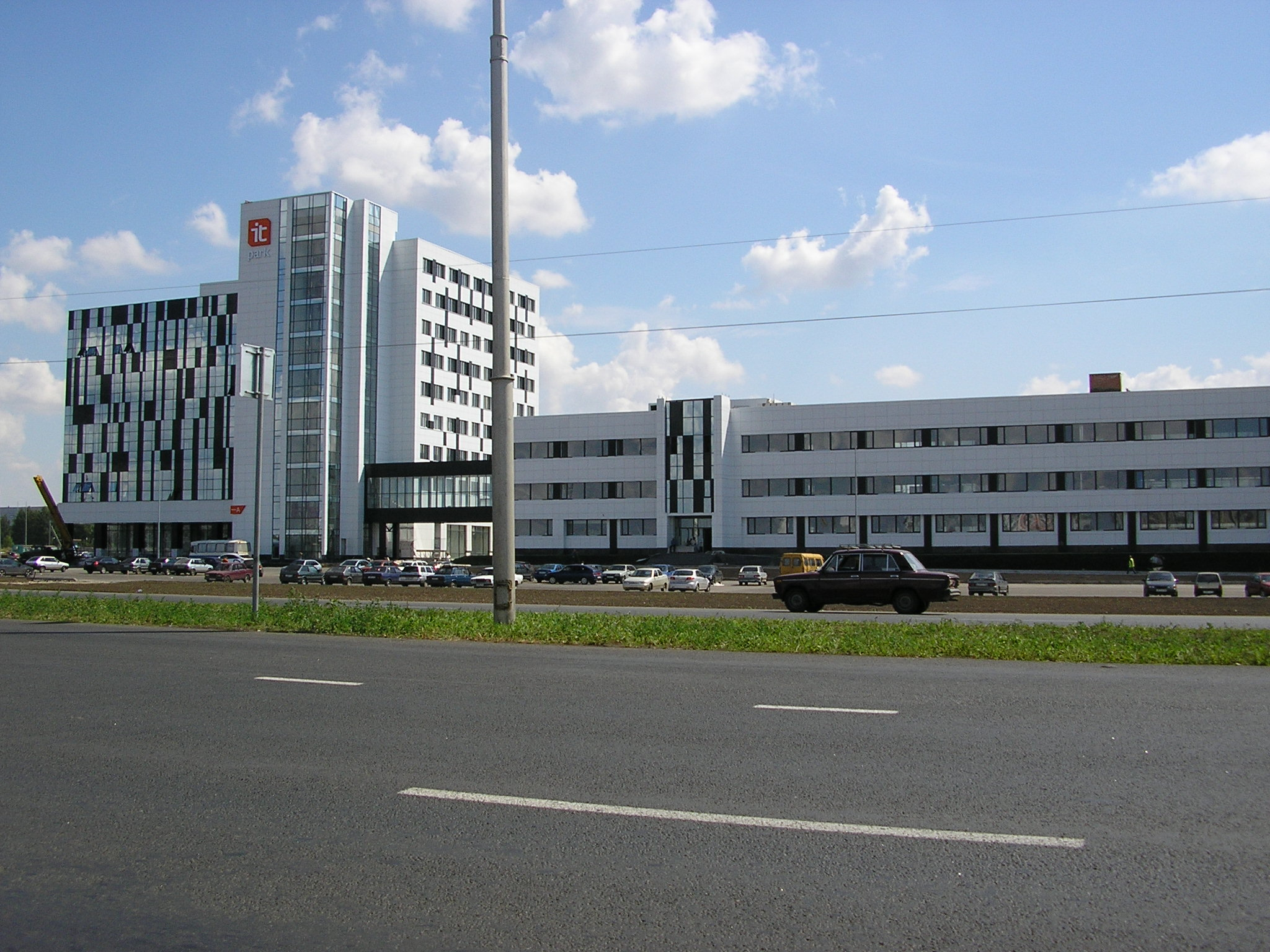
Здание Набережночелнинского ИТ-парка
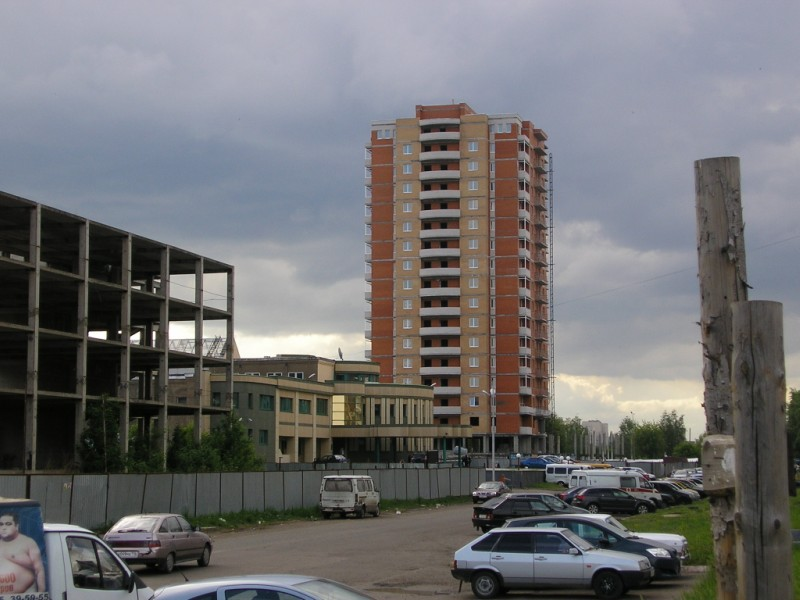
Новый жилой дом в 52-м комплексе